# Anita Lachenmeier-Thüring
Anita Lachenmeier-Thüring, née le 16 octobre 1959, est une femme politique suisse membre des Verts.

## Carrière politique
En 1995, Anita Lachenmeier est devenue membre du bureau des Verts au niveau national, et en 1997, elle a été élue au Grand Conseil du canton de Bâle-Ville. Un an plus tard, en 1998, Anita Lachenmeier est devenue présidente des Verts de Bâle-Ville et a démissionné du bureau des Verts suisses. Lors des élections cantonales de 2000, les Verts reculent fortement, mais elle peut conserver son siège. En 2002, elle renonce à son poste de présidente pour y être réélue deux ans plus tard, en 2004.
Aux élections fédérales du 21 octobre 2007, Anita Lachenmeier est élue au Conseil national. Là, elle est membre de la Commission des transports et des télécommunications et de la Commission de la politique de sécurité jusqu'en 2011. En raison de son élection au Conseil national, Anita Lachenmeier démissionne de ses fonctions de présidente et du Grand Conseil. Au Conseil national, Lachenmeier s'est principalement impliquée dans les domaines de la politique des transports durables et de la politique énergétique, en particulier la sûreté des centrales nucléaires. Aux élections fédérales du 23 octobre 2011, elle n'est pas réélue.
Elle est à nouveau membre du Grand Conseil depuis 2013.
Anita Lachenmeier est toujours membre de la direction des Verts de Bâle-Ville. Elle est également co-présidente de l'Association transport et environnement des deux Bâle. Elle est également membre du comité de l'association Initiative des Alpes et du point de rencontre du quartier Kasernenareal. Anita Lachenmeier travaille également à temps partiel en tant que professeur de textile, d'artisanat et de religion dans une école primaire. Elle est mariée et a trois enfants adultes.